# Javier Velásquez
Ángel Javier Velásquez Quesquén (Etén, 12 marzo 1960) è un politico e avvocato peruviano.
Primo Ministro del Perù dall'11 luglio 2009 al 14 settembre 2010, fa parte del partito Alleanza Popolare Rivoluzionaria Americana.